# Terranova dei Passerini
Terranova dei Passerini ist eine italienische Gemeinde mit 937 Einwohnern (Stand 31. Dezember 2023) in der Provinz Lodi in der Region Lombardei.

## Ortsteile
Im Gemeindegebiet liegen neben dem Hauptort Fornaci die Fraktionen Cascine dei Passerini, San Giacomo und Terranova, sowie die Wohnplätze Biraga, Campagna, Cascinette, Cascinotti, Mulazzana und Rovedaro.